# Диалюминийнептуний
Диалюминийнептуний — бинарное неорганическое соединение
нептуния и алюминия
с формулой Al2Np,
кристаллы.

## Получение
- Сплавление стехиометрических количеств чистых веществ:

{\displaystyle {\mathsf {Np+2Al\ {\xrightarrow {1590^{o}C}}\ Al_{2}Np}}}

## Физические свойства
Диалюминийнептуний образует кристаллы
кубической сингонии,
пространственная группа F d3m,
параметры ячейки a = 0,7785 нм, Z = 8,
структура типа магнийдимедь Cu2Mg
.
Соединение конгруэнтно плавится при 1590°С.
При температуре 56 К в кристалле происходит ферромагнитный переход.